# Druvsprit
Druvsprit är destillerad jäst saft av vindruvor, i princip destillerat vin. Beteckningen druvsprit är vanlig på den råvara av hög alkoholhalt som används för framställning av starkviner, medan bearbetad druvsprit av konsumtionsfärdig styrka vanligen betecknas brandy.
Den tekniska term som vanligen används inom Europeiska unionen (EU) är vinetanol. Delar av den europeiska vinetanolen destilleras från överskottet av vin med EU-subventioner, denatureras och används som biobränsle.